# Свободнорадикальная теория старения

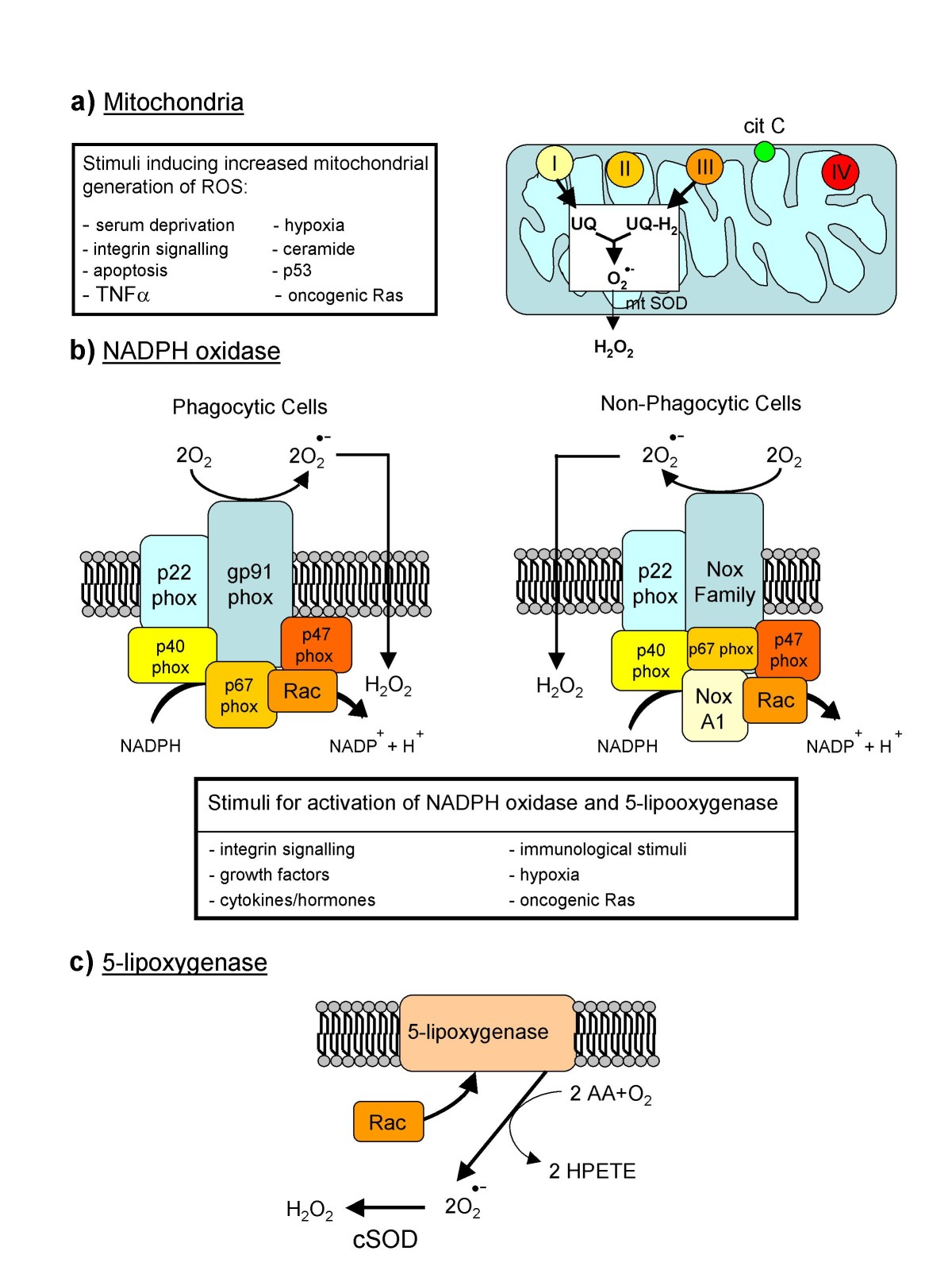
Основные источники активных форм кислорода в живых системах

Свободнорадикальная теория старения утверждает, что старение происходит из-за накопления повреждений в клетках, нанесённых свободными радикалами с течением времени.
Теория впервые была предложена Денхамом Харманом в 1950-х годах, а в 1970-х годах  Харман сделал предположение о ключевом участии митохондрий в образовании свободных радикалов, повреждающих клетки.
Свободные радикалы — это любые молекулы или атомы, содержащие один или несколько неспаренных электронов на внешнем электронном уровне. В силу своей природы свободные радикалы являются очень реакционноспособными и, образуясь в клетке в результате каких-либо биологических процессов, могут приводить к повреждению биологических молекул (белков, липидов, нуклеиновых кислот и других). Накопление большого количества таких повреждений в клетках приводит к нарушению их нормальной работы, а также увеличению вероятности смерти и возникновения различных заболеваний в случае многоклеточных организмов.
Изначально свободнорадикальная теория старения была связана только со свободными радикалами, как, например, супероксид, однако позднее теория была расширена на такие активные формы кислорода, как перекись водорода и пероксинитрит. Современная теория связывает старение с окислительным стрессом в целом.
Маловероятно, что старение обусловлено исключительно повреждением от свободных радикалов: факторы внешней среды и генетический фон также играют 
довольно значительную роль. Однако в одной из статей Хармана утверждается, что средняя продолжительность жизни при рождении может быть увеличена в среднем на 5 лет при соблюдении низкокалорийной диеты и приёме ингибиторов свободнорадикальных реакций.
Некоторые авторы высказывают сомнения по поводу того, что связь уровня продукции активных радикалов с продолжительностью жизни и старением так проста.
Тем не менее, есть весьма достоверные сведения о связи повреждений свободными радикалами с такими возрастными патологиями, как рак или нейродегенеративные заболевания.

## Введение
Свободнорадикальная теория старения была предложена Дэнхемом Харманом в 1950-х годах, когда среди учёных бытовало мнение, что свободные радикалы слишком нестабильны, чтобы существовать в биологических системах. 
Вероятно, истоками теории послужили:
- теория «темпа жизни», которая утверждает, что продолжительность жизни обратнопропорциональна уровню метаболизма, который, в свою очередь, зависит от уровня потребления кислорода;
- наблюдения Ребекки Гершман о связи токсичности кислорода при высоком давлении и радиационной токсичности со свободными радикалами кислорода[9].

Зная, что радиация вызывает накопление мутаций, рак и старение, Харман предположил, что свободные радикалы, образующиеся в результате  клеточного дыхания, могут приводить к накоплению мутаций в ДНК, что может приводить к потере организмом его функциональности и последующей смерти.
Позднее свободнорадикальная теория была расширена, чтобы включить также возрастные патологии. Было показано, что повреждения свободными радикалами связаны с такими заболеваниями, как: рак, артрит, атеросклероз, диабет и болезнь Альцгеймера. 
Также была показана роль свободных радикалов в осуществлении таких клеточных процессов, как апоптоз и некроз.
В 1972 году Харман модифицировал свою изначальную теорию в митохондриальную теорию старения. В своей сегодняшней форме теория утверждает, что активные формы кислорода, продуцируемые митохондриями, повреждают биологические макромолекулы, как то: липиды, белки и митохондриальную ДНК. Эти повреждения вызывают мутации, которые приводят к повышению уровня продукции активных форм кислорода и их накоплению в клетке.

## Процессы
Свободными радикалами называют атомы или молекулы, содержащие неспаренные электроны.
В стабильных частицах электроны обычно образуют пару на определённой орбитали атома или молекулы.
Свободные радикалы, содержащие неспаренный электрон, склонны вступать в химические реакции, приводящие к потере неспаренного электрона или приобретению электрона для завершения пары, так, чтобы в конечном итоге все электроны оказались спаренными. Следует заметить, что присутствие неспаренного электрона никак не отражается на заряде молекулы: свободные радикалы могут быть заряжены положительно, отрицательно или быть нейтральными. Повреждение происходит, когда свободный радикал реагирует с другими молекулами в клетке. Часто свободный радикал просто отбирает электрон у соседней молекулы, превращая её в свою очередь в свободный радикал. Новый свободный радикал проделывает ту же процедуру с новой молекулой и так далее, по цепной реакции.
Молекула, превращаемая в свободный радикал, меняет свой заряд, что зачастую приводит к её неспособности выполнять свою биологическую функцию.
Цепные реакции свободных радикалов могут приводить к образованию поперечных сшивок между молекулами. В случае, когда свободнорадикальная реакция включает пары азотистых оснований в молекулы ДНК, две цепи ДНК могут быть соединены поперечными сшивками.
Поперечные сшивки могут приводить к различным связанным со старением эффектам. Так, сшивки в ДНК могут стать причиной онкологических заболеваний, а сшивки между белками и липидами — причиной возникновения морщин.
Свободнорадикальная теория объясняет некоторые хронические возрастные заболевания. Так, окисление липопротеидов низкой плотности приводит к формированию бляшек в сосудах, что может стать причиной различных патологий сердца.
Антиоксиданты способствуют уменьшению и предотвращению повреждений, наносимых свободными радикалами, благодаря своей способности донировать электроны без образования свободного радикала. Существует мнение, что высокое содержание антиоксидантов может уменьшить эффект хронических заболеваний, связанных со старением, и даже отменить само старение. Однако, употребление большого количества антиоксидантов с пищей не всегда приводит к каким-либо результатам из-за плохого всасывания некоторых антиоксидантов в кишечнике.

## Модификации

### Митохондриальная теория старения
Митохондриальная теория старения впервые была предложена в 1978 году (митохондриальная теория развития, старения и злокачественного роста). Эта теория не связана со свободными радикалами.
В 1980 году Микелем с соавторами была предложена свободнорадикальная митохондриальная теория старения, которая опирается на мнение Хармана о том, что главным источником свободных радикалов в клетке являются митохондрии. 
Свободнорадикальная митохондриальная теория старения, представляющая собой модификацию свободнорадикальной теории старения, утверждает, что старение у людей и животных обусловлено накоплением повреждений в митохондриях и митохондриальной ДНК.
О возможной связи митохондрий с процессами клеточного старения есть и более ранние работы,
однако 1972 году Харман предположил, что продуцируемые именно митохондриями свободные радикалы могут быть причиной старения, таким образом дополнив свою оригинальную теорию.
Митохондрии являются основными продуцентами свободных радикалов в эукариотических клетках. Свободные радикалы, такие как: супероксид-радикал или гидроксид-радикал, в норме образуются в митохондриях в ходе работы дыхательной цепи, обеспечивающей синтез АТФ — основной энергетической «валюты» клетки.
Митохондрии также в большей степени подвержены повреждениям от свободных радикалов: митохондриальная ДНК, в отличие от ядерной, не защищена гистонами или другими ДНК-связывающими белками. И, так как митохондрии являются важными клеточными органеллами, нарушение их работы может приводить к таким драматическим последствиям, как, например, апоптоз — программируемая клеточная смерть.
Примером исследования, подтверждающего митохондриальную теорию старения, может служить работа, где было показано увеличение продолжительности жизни у мышей при гиперпродукции митохондриальной каталазы — фермента, разлагающего перекись водорода на воду и кислород. Перекись водорода, не будучи нейтрализованной, способна разлагаться с образованием гидроксил-радикала, накопление которого, согласно свободнорадикальной теории, может приводить к старению.
Митохондриальная теория старения получила широкое признание в научном сообществе. Тем не менее, она подвергается критике из-за ряда противоречащих ей наблюдений. 
Так, для млекопитающих не было подтверждено увеличение продолжительности жизни ни при введении антиоксидантов, ни при гиперэкспрессии генов синтеза антиоксидантов, а для дрозофилы получены противоречивые результаты. Также, у некоторых долгоживущих видов не наблюдается пониженного уровня продукции активных форм кислорода.

### Другие модификации
Существуют и другие модификации свободно-радикальной теории старения. В частности, была предложена теория, в которой объединяются свободно-радикальная теория старения и влияние на старение инсулиновой передачи сигнала. Она получила название теории эпигенетического окислительно-восстановительного сдвига (англ. Epigenetic oxidative redox shift (EORS) theory of aging). Другая модификация — теория метаболической стабильности (англ. Metabolic stability theory of aging). Она постулирует, что клетки обладают способностью регулировать внутреннюю концентрацию активных форм кислорода, которая является основным определяющим фактором продолжительности жизни. Эта теория осуждает классическую свободно-радикальную теорию за то, что последняя не принимает во внимание важного значения активных форм кислорода как специфических сигнальных молекул, необходимых для нормального функционирования клетки.